# Medaille voor Burgerlijke Verdienste
De Medaille voor Burgerlijke Verdienste was een Nederlandse onderscheiding die in Nederlands-Indië werd uitgereikt. De medaille was een voortzetting van de 17e- en 18e-eeuwse traditie waarbij de Vereenigde Oostindische Compagnie, die als "bedrijf" geen ridderorde kon instellen, ketenen met medailles aan voorname Indische bestuurders schonk.
De gewoonte om steeds op bestelling gemaakte, ketens en medailles te schenken bleef gedurende de eerste drie kwarten van de 19e eeuw bestaan. Dit ondanks het instellen van de Orde van de Unie en de Orde van de Nederlandse Leeuw door de Hollandse en Nederlandse koningen.
Pas op 4 oktober 1871 besloot Gouverneur-generaal Pieter Mijer van Nederlands-Indië een officiële medaille in te stellen met de naam "Medaille voor Burgerlijke Verdienste".
Deze medaille had een middellijn van 5 centimeter en kon worden toegekend in goud, zilver of brons. De voorzijde toont het Nederlandse Rijkswapen op een ster van stralen. Op de keerzijde staat binnen een lauwerkrans "HET NEDERLANDSCH INDISCH GOUVERNEMENT AAN ", waarna voldoende ruimte is overgelaten om de naam van de gedecoreerde persoon te vermelden.
Het lint van de medaille was gelijk aan dat van de Broederschap van de Orde van de Nederlandse Leeuw. Het was Nassau's blauw met een brede oranje middenstreep. In bijzondere gevallen werd de gouden medaille net als voorheen aan een gouden halsketting uitgereikt.
In het besluit van Gouverneur-Generaal van der Wijck van Nederlands-Indië werd de impopulaire medaille op 29 augustus 1893 opgeheven en vervangen door de Ster voor Trouw en Verdienste. Een ster of "bintang" was bij de inlandse bevolking meer in aanzien dan een medaille.
De dragers van de oude medailles werden in de gelegenheid gesteld om hun medaille - op eigen kosten - om te ruilen voor deze nieuwe ster, men ruilde:
- een bronzen medaille voor een Bronzen Ster voor Trouw en Verdienste,
- een zilveren medaille voor een (kleine) Zilveren Ster voor Trouw en Verdienste,
- een gouden medaille voor een Gouden Ster voor Trouw en Verdienste,
- een gouden medaille met gouden halsketting voor een Grote Gouden Ster voor Trouw en Verdienste.

Gezien de hoeveelheid edelmetaal in de medailles was het omruilen onvoordelig voor de gedecoreerden.